# Логор за комунисте у Вишеграду
Концентрациони логор у Вишеграду представљао је први логор за политичке затворенике у Краљевини Југославији, основан почетком 1935. године. Основала га је влада Богољуба Јевтића са циљем изолације и репресије над политичким противницима режима, по узору на сличне логоре у тадашњој фашистичкој Италији и нацистичкој Немачкој. Логор је познат по томе што су већину затвореника чинили студенти, а његово оснивање довело је до масовних протеста и убиства студента Мирка Срзентића.

## Позадина и оснивање

### Студентски покрет и одлука владе
Почетком 1930-их, утицај илегалне Комунистичке партије Југославије (КПЈ) на Београдски универзитет је значајно ојачао, а студентски покрет је постао један од најорганизованијих делова опозиције. Као одговор на јачање комунистичког утицаја, влада Богољуба Јевтића донела је одлуку о оснивању логора у јануару 1935. године. Циљ је био да се превентивним мерама изолације обуздају најистакнутији противници режима, пре свега из редова студената. Непосредан повод за отварање логора били су избори за Студентско правничко друштво, заказани за 20. јануар 1935. године. Пошто се могао назрети исход у корист присталица комунистичког покрета, 17. јануара је дошло до сукоба међу студентима у који се умешала и полиција. Дан касније, 18. јануара, истакнутији учесници су спроведени у Управу града Београда, да би већ 19. јануара били отпремљени у Вишеград, са вером власти да ће затварањем коловођа угушити студентски бунт.

### Интернирани студенти
Прва група од 18 студената стигла је у Вишеград 20. јануара 1935. године. У њој су се налазили: Милићко Барјактаревић, Јожа Барух, Љубомир Булат, Милован Вукотић, Угљеша Даниловић, Милутин Зечевић, Божидар Зоговић, Јагош Јовановић, Војин Кртолица, Михаило Лаковић, Васа Мартиновић, Мирко Папреница, Младен Патерностер, Осман Сабитовић, Лаза Симић, Миодраг Спасић, Љубомир Царичић и Већеслав Цимер.
Након студентских протеста у Београду, у логор су упућене још две групе. Дана 2. фебруара стигло је 12 студената: Слободан Галогажа, Фикрет Дедић, Милош Илић, Стјепан Каписода, Ерих Кош, Чедомир Крушевац, Вукман Крушчић, Миленко Остојић, Никола Прелевић, Бранко Путник, Ранко Симић и Мирко Томић. Већ следећег дана, 3. фебруара, доведена је и трећа група од 16 студената: Вуко Бајагић, Вељко Влаховић, Светозар Вукмановић, Душан Ђуровић, Драгиша Ивановић, Војислав Ивановић, Мирко Јанков, Влада Марковић, Цвијетин Мијатовић, Чедомир Мијовић, Драгослав Мутаповић, Ратомир Николић, Доброслав Перуновић, Јован Пламенац, Гојко Томић и Младен Филиповић. Тиме је укупан број логораша порастао на 46 студената.

## Услови и отпор у логору

### Смештај, режим и принудни рад
Логор је формиран у старој и рушевној аустроугарској касарни у Вишеграду, на левој обали Дрине, изолованој од насеља и ограђеној високим зидом. Студенти су транспортовани железницом у оковима на рукама, као осуђеници. По доласку, срески начелник их је, на основу старог аустријског закона, осудио на петнаест дана присилног рада.
Били су смештени у просторији која је раније служила као коњушница, док се изнад налазила заједничка соба за спавање са гвозденим креветима. Стакла на прозорима су била разбијена, а просторија се грејала једном тучаном пећи. Храна је била изузетно слаба и састојала се од јечмене кафе са кришком хлеба ујутру, и чорбе за ручак и вечеру. У почетку је било забрањено дописивање са породицом, као и примање пакета и посета.
У логору је владао војнички режим под управом жандармеријског капетана. Дан је почињао раним устајањем и чишћењем, након чега су следиле војничке и гимнастичке вежбе, а затим одлазак на принудни рад. Студенти су прво вадили камен из Дрине и туцали га, да би касније били пребачени на чишћење путева од снега. Вечерњи сати били су посвећени часу "преваспитања", који се састојао у читању и тумачењу војничких правила службе.

### Студентски отпор и штрајкови глађу
Одмах по доласку, студенти, већином чланови СКОЈ-а, формирали су логорску организацију како би пружили отпор. Договарали су се о саботажи принудног рада, што су спроводили ломећи алат или радећи минимално, под изговором да су исцрпљени због слабе исхране. Управа је на крају одустала од присилног рада.
Кључни вид отпора били су штрајкови глађу. Први штрајк започет је већ 21. јануара, са захтевом да се студентима суди пред редовним судовима. Управа је одговорила бруталном силом: студенте су везали у ланце, терали да трче укруг и тукли кундацима. Штрајк је трајао око осам дана и прекинут је због потпуне исцрпљености логораша. Иако захтеви нису испуњени, однос управе је након тога постао блажи.
Други штрајк глађу је уследио након доласка нових група студената, изазван насиљем жандарма према логорашу Мирку Томићу. Овог пута, жандарми их нису тукли, већ су их само држали везане у соби. Након четири дана, логор је посетио виши инспектор Дринске бановине и гарантовао испуњење свих захтева, осим пуштања на слободу. Штрајк је прекинут, а услови су се драстично побољшали: укинуте су војне вежбе и "преваспитавање", а дозвољено је примање поште, пакета, новца, књига и посета. Логор је тиме изгубио своје раније репресивно обележје.

## Студентски протести и распуштање логора

### Интернација и реакција студената
Вест о слању студената у логор изазвала је бурну реакцију академске јавности. Око 1.000 студената Београдског универзитета окупило се 1. фебруара 1935. на великим демонстрацијама, захтевајући хитно ослобађање својих колега. Демонстранти су се забарикадирали у згради Универзитета и отпочели штрајк глађу.

### Убиство Мирка Срзентића
Власти су на протесте одговориле бруталном силом. Жандармерија је опколила зграду Универзитета и током интервенције употребила ватрено оружје. Том приликом је убијен студент права Мирко Срзентић. Након његове погибије, полиција је упала у зграду и ухапсила више стотина студената, од којих је тридесетак одмах спроведено у вишеградски логор.

### Притисак јавности и затварање логора
Убиство студента изазвало је огроман притисак домаће и међународне јавности. Универзитетски сенат се оштро успротивио репресији, а ректор Стеван Ђаја је поднео оставку. Његов наследник, ректор Владимир Ћоровић, запретио је да ће и сам поднети оставку уколико се логор не распусти. Истовремено, сами логораши су организовали штрајк.
Под притиском, влада је попустила и логор је распуштен 20. марта 1935. године, када је и последња група студената пуштена на слободу.

## Наслеђе и значај
Иако је постојао тачно два месеца, концентрациони логор у Вишеграду оставио је дубок траг. Представљао је прекретницу у методама политичке репресије у Краљевини Југославији и послужио је као модел за касније логоре, попут оног у Билећи.
Догађаји везани за логор додатно су радикализовали студентски покрет, учврстили солидарност међу антирежимски оријентисаном омладином и постали трајан део традиције борбе за универзитетску аутономију и демократске слободе. На месту где се логор налазио, 27. јула 1955. године, поводом двадесетогодишњице оснивања, постављена је спомен-плоча.